# Gaubschat TF 50/O&K B 50
TF 50 – typ silnikowego wagonu tramwajowego, wyprodukowanego w 1951 r. Konstrukcja tramwajów odpowiadała założeniom wdrożonym przy opracowywaniu tramwaju Verbandswagen przez Verband öffentlicher Verkehrsbetriebe (pol. Związek przedsiębiorstw transportu publicznego).

## Historia
W odróżnieniu od innych tramwajów produkowanych w Niemieckiej Republice Demokratycznej, tramwaje TF 50 nie składały się w całości z fabrycznie nowych części. Wykorzystano wózki pozyskane z wagonów Hawa zniszczonych w czasie II wojny światowej. Nowe nadwozia dostarczyły zakłady Gaubschat Fahrzeugwerke z Neukölln. Odpowiadające wagonom silnikowym doczepy bierne typu B 50 powstały z kolei w zakładach Orenstein & Koppel. Sześciu tramwajom silnikowym nadano numery taborowe z zakresu 6300–6305, a osiem doczep oznaczono numerami 1800–1807.
Do wnętrza tramwaju prowadziło dwoje dwuskrzydłowych drzwi przesuwnych. Tramwaje TF 50 miały jedną kasetę z miejscem na tablicę kierunkową i numer linii. Dla lepszej widoczności tablic z numerem linii po bokach drzwi umieszczono mniejsze kasetki. W wagonach doczepnych B 50 zrezygnowano z tego rozwiązania.
Tramwaje przydzielono do zajezdni Britz. Aż do początku 1963 r. wagony typu TF 50 obsługiwały głównie linię nr 47 z Hermannplatz do Rudow. W późniejszym czasie przydzielono je na krótko do linii nr 15 i 27. Wraz z likwidacją linii nr 15, dnia 1 lipca 1966 r. wagony zostały odstawione. Początkowo przeniesiono je do zajezdni Charlottenburg. Wagony nr 6301 i 6303 kursowały jeszcze przez kilka miesięcy na niektórych brygadach linii nr 55. W sierpniu i wrześniu 1967 r. niemal wszystkie wagony silnikowe i doczepne zezłomowano, pozostawiając jedynie tramwaj silnikowy nr 6301 do celów muzealnych. Zachowany wagon pozostał w zbiorze zabytkowych tramwajów przedsiębiorstwa Berliner Verkehrsbetriebe, a w 1993 r. został przeniesiony do Niemieckiego Muzeum Techniki.